# Qassimiut
Qassimiut [ˈqasːimiut] (nach alter Rechtschreibung K'agssimiut) ist eine grönländische Siedlung im Distrikt Qaqortoq in der Kommune Kujalleq.

## Lage
Qassimiut ist die westlichste Siedlung der Kommune Kujalleq und liegt etwas abgelegen auf einer Insel direkt am Ozean. Südlich mündet der Ikersuaq (Bredefjord). Die nächstgelegenen Orte, Qaqortoq und Narsaq liegen jeweils 61 km entfernt in südöstlicher bzw. östlicher Richtung.

## Geschichte

Qassimiut (1906)

Qassimiut wurde 1834 als Udsted gegründet, da der Ort einen sicheren Hafen bot und gut für die Jagd auf Buckelwale geeignet war.
Ab 1911 war Qassimiut eine eigene Gemeinde, der noch die Wohnplätze Saqqarmiut, Qeqertarsuaaraq und Qarmat angehörten. Sie war Teil des 5. Landesratswahlkreises Südgrönlands.
1919 lebten 128 Personen in Qassimiut. Sie lebten in 21 Wohnhäusern. Dazu gab es eine Wohnung für den Udstedsverwalter. Das Gebäude wurde 1850 errichtet, maß 80 m² und hatte drei Zimmer. Der Laden war 45 m² groß und im Ort befand sich ein 1852 errichtetes Speckhaus mit Proviantlager. Alle drei Gebäude waren aus Stein gebaut. Im Ort befand sich zudem eine Fassbinderei und ein Pulverhaus. Die Kapelle von 1897 war rund 40 m² groß und hatte im Obergeschoss ein knapp 11 m² großes Schulzimmer, in dem ein ausgebildeter Katechet unterrichtete. Unter den Bewohnern waren 27 Jäger und zwei Fischer. Sie lebten hauptsächlich von der Robbenjagd.
1938 wurde ein neuer Laden und ein Lagergebäude errichtet. 1940 wurde eine Kirche gebaut, die von Helge Bojsen-Møller entworfen wurde. Außerdem wurden später ein Salzhaus und 1949 ein Fischhaus errichtet. 1960 lebten bereits 199 Menschen in Qassimiut. 1965 wurde die Schule umgebaut und im Jahr darauf eine Geburtshelferinnenwohnung und ein Versammlungsgebäude errichtet. Neben der Fischerei und etwas Jagd war die Schäferei in Qassimiut in dieser Zeit von Bedeutung: 1966 gab es drei Schäfer mit insgesamt rund 530 Schafen. 1970 war die Einwohnerzahl auf 173 zurückgegangen.
Von 1950 bis 2008 war Qassimiut Teil der Gemeinde Qaqortoq. Seit 2009 gehört das Dorf zur Kommune Kujalleq.

## Wirtschaft
In Qassimiut dominiert der Dorschfang. Die Fischbestände vor Ort sind gut. Die Fischfabrik im Ort wurde kürzlich renoviert.

## Infrastruktur und Versorgung
Qassimiut hat einen Hafen auf einer Halbinsel im Süden des Dorfs. Über den Heliport Qassimiut ist der Ort an den Luftverkehr angeschlossen. Innerhalb von Qassimiut führt eine Straße vom Hafen durch den Ort zum Heliport.
Der Müll in Qassimiut wird mit einer Verbrennungsanlage entsorgt. Nukissiorfiit versorgt den Ort über ein 2010 renoviertes Kraftwerk mit Strom sowie über die Aufbereitung von Wasser aus einem kleinen See nordwestlich in einem 2009 modernisierten Wasserwerk mit Trinkwasser. Ölöfen gewährleisten die Wärmeversorgung.

## Bebauung
In Qassimiut befinden sich etwa 40 Häuser, von denen viele aufgrund der starken Abwanderung leerstehen. Hier wurde das erste Altenheim Grönlands errichtet, das jedoch aufgrund von Schimmelbefall seit 2016 geschlossen ist. Es gibt eine Pilersuisoq-Filiale, eine Kirche, eine Schule, ein Versammlungsgebäude und ein Sanitärgebäude. Es wird erwogen, die Schule mangels Schülern zu schließen. Im alten Schulgebäude ist eine Werkstatt und das Dorfbüro untergebracht. In Qassimiut gibt es zahlreiche alte Gebäude, von denen viele als erhaltenswürdig eingestuft sind.

## Söhne und Töchter
- Jokum Motzfeldt (1883–?), Landesrat
- Enok Motzfeldt (1888–1925), Landesrat
- Hendrik Abelsen (1916–?), Pastor, Katechet und Landesrat
- Guldborg Chemnitz (1919–2003), Dolmetscherin, Kommunalpolitikerin und Frauenrechtlerin
- Jørgen Chemnitz (1923–2001), Intendant, Kommunalpolitiker (Atassut), Sportfunktionär, Lehrer und Übersetzer
- Jonathan Motzfeldt (1938–2010), Politiker (Siumut) und Premierminister
- Hans Peter Motzfeldt-Kyed (* 1975), Handballspieler

## Bevölkerungsentwicklung
Qassimiut ist der Ort Grönlands, der am stärksten unter Bevölkerungsschwund zu leiden hat. In den letzten 40 Jahren sind 87 % der Bevölkerung geschwunden. Während Qassimiut 1977 noch das fünftgrößte der elf Dörfer Südgrönlands war, ist es heute nach Kangerluk das zweitkleinste Dorf des gesamten Landes.